# Cricat
Cricat20 är en katamaranmotorbåt från 1980-talet.
Den ritades och konstruerades av bröderna Criborn. Båten tillverkades mellan 1981 och 1992 och designen påminner om samtida italienska sportbilar. Uppgifter om antalet tillverkade varierar men en gissning är cirka 25. Båten är övernattningsbar och gjord för utombordsmotorer med en effekt upp till 225 hk och den gör då upp till 65 knop. Då båten är tämligen unik och det inte gjorts så många båtar av denna typ i Sverige är den ett stycke svensk "modern" båthistoria.
Cricat 460 är en senare katamaranmotorbåt som är helt öppen och gjord för betydligt lugnare färder.